# Myrmarachne cornuta
Myrmarachne cornuta är en spindelart som beskrevs av Badcock 1918. Myrmarachne cornuta ingår i släktet Myrmarachne och familjen hoppspindlar. Inga underarter finns listade i Catalogue of Life.